# Elisabeth von Baczko
Elisabeth von Baczko (Maguncia, 1868 – Berlín, 1941) fue una arquitecta alemana.

## Formación
Elisabeth von Baczko comenzó su formación profesional en 1894 siendo alumna del arquitecto y teórico del arte Paul Schultze-Naumbur. Tras mudarse a Bremen, desde 1909, vivió con su hermana Felicitas, fotógrafa, y con la pintora Anna Goetze, con quienes trabajó en conjunto organizando exhibiciones y participaron de varias asociaciones.

## Trayectoria profesional
Se dedicó a la arquitectura, el paisajismo y el diseño de joyas, pero donde obtuvo más reconocimiento, fue como diseñadora de interiores y diseñadora de muebles. En esa área, se basó en el estilo Biedermeier, diseñando habitaciones sencillas, coloridas y estructuradas con algunas piezas de mobiliario destacado, con las cuales logró participar de varias exposiciones que la llevaron a adquirir un gran reconocimiento por el público. En 1906, diseñó el interior de un hogar para niños, con el objetivo de que mujeres solteras y madres trabajadoras, pudiesen dejar a sus hijos cuando no pudieran cuidarlos. Dicha obra, la acercó, por primera vez, a defender los derechos de las mujeres. Así mismo, le trajo más encargos, por lo que, años más tarde, diseñó junto a Heinrich Vogeler, habitaciones pacientes infantiles y personal de enfermería para el hospital Vereinskrankenhaus.
Algunas de las exposiciones en las que participó fueron en el Museo de Artesanía y el Salón del Arte de Leuwer en Bremen (1905-1906), en la Exposición de Artes y Oficios de Dresde (1906), en la Kunsthalle de Worpswede (1907), en Gewerbemuseum Bremen junto a Heinrich Vogeler y su hermana Felicitas (1909), etc. En 1910 exhibió la “Habitación de sus Hijos”, obra mencionada anteriormente, en la Feria Mundial en Bruselas, donde fue honrada por el Departamento de Artes Espaciales y Artesanías y que posteriormente, la expuso en “La Mujer en la casa y ocupación” de Berlín en 1912.
Desde 1910 se hizo parte de la Deutscher Werkbund, asociación mixta de arquitectos, artistas e industriales, en 1917 se unió al consejo del Club de Mujeres de Bremen, a la Asociación de Mujeres para la Promoción de las Artes Visuales Alemanas y a la Ortsgruppe Bremen, asociación para la protección del medio ambiente. Años más tarde, en 1928, comenzó a participar de la Gedok, la red más antigua y más grande de Europa para artistas femeninas de todos los géneros artísticos, en donde defendió sin cansancio, el derecho de las mujeres.